# Iibhentré
Iibhentré ókori egyiptomi vagy núbiai uralkodó Núbiában; valószínűleg az egyiptomi XI. dinasztia végének, XII. dinasztia elejének uralkodóival egyidőben volt hatalmon, a középbirodalom elején, vagy a második átmeneti korban, I. Noferhotep uralkodása után.

## Élete
Valószínűleg alsó-núbiai trónkövetelő volt a XI. dinasztiához tartozó IV. Montuhotep uralkodása, valamint a XII. dinasztia első uralkodója, I. Amenemhat első évei alatti zavaros időszakban. Mindkét uralkodónak nehézségei akadtak azzal, hogy az egész ország fölött elismertessék fennhatóságukat. Török László szerint Iibhentré (és a lentebb említett, hozzá kapcsolódó uralkodók) valamivel később éltek, valamivel a XIII. dinasztiabeli I. Noferhotep uralkodása után.
Iibhentré teljes uralkodói titulatúrát vett fel, bár csak Hórusz-neve és trónneve maradt fenn, Abu Hór-i, mediki és toskai sziklafeliratokon (ezek mindegyike Alsó-Núbiában található).
Két másik alsó-núbiai uralkodó is ismert, akik egyiptomi trónkövetelők voltak, Szegerszeni és Kakaré Ini. Hármuk kapcsolata nem ismert.

## Név, titulatúra
A fáraók titulatúrájának magyarázatát és történetét lásd az Ötelemű titulatúra szócikkben.
| G5 |

| G5 |

| U17 | N19 · f |

| U17 | N19 · f |

| U17 | N19 · f |

| U17 | N19 · f |

| G5 |

| G5 |

| U17 | N19 · f |

| U17 | N19 · f |

| U17 | N19 · f |

| U17 | N19 · f |

| M23 | L2 |

| M23 | L2 |

| N5 | M18 | W17 | ib |

| N5 | M18 | W17 | ib |

| N5 | M18 | W17 | ib |

| N5 | M18 | W17 | ib |

| N5 | M18 | W17 | ib |

| N5 | M18 | W17 | ib |

| N5 | M18 | W17 | ib |

| N5 | M18 | W17 | ib |

| M23 | L2 |

| M23 | L2 |

| N5 | M18 | W17 | ib |

| N5 | M18 | W17 | ib |

| N5 | M18 | W17 | ib |

| N5 | M18 | W17 | ib |

| N5 | M18 | W17 | ib |

| N5 | M18 | W17 | ib |

| N5 | M18 | W17 | ib |

| N5 | M18 | W17 | ib |

## Fordítás
- Ez a szócikk részben vagy egészben  az   Iyibkhentre című angol Wikipédia-szócikk ezen változatának fordításán alapul.  Az eredeti cikk szerkesztőit annak laptörténete sorolja fel. Ez a jelzés csupán a megfogalmazás eredetét és a szerzői jogokat jelzi, nem szolgál a cikkben szereplő információk forrásmegjelöléseként.

## További irodalom
- Henri Gauthier, "Nouvelles remarques sur la XIe dynastie", BIFAO 9 (1911), pp. 99–136.